# 土屋薬品
土屋薬品株式会社は、長野県長野市に本社を置き、同県内で薬局（土屋薬局）を運営する日本の企業。

## 沿革
- 1904年2月26日 土屋元寿により長野県長野市問御所町に「土屋薬舗」創業
- 1933年2月 土屋常詞により「合資会社土屋薬局」を設立
- 1960年3月 「合資会社つちや」に商号変更
- 1960年3月 資本金500万円で「土屋薬品株式会社」設立
- 1963年4月 資本金1,000万円に増資
- 1963年4月 「上田営業所」設置
- 1964年4月 「松本営業所」設置
- 1967年5月 「飯田営業所」設置
- 1967年8月 資本金2,000万円に増資
- 1969年7月 「岡谷営業所」（諏訪営業所）設置
- 1969年7月 「上越営業所」設置
- 1970年7月 資本金3,000万円に増資
- 1972年12月 資本金4,500万円に増資
- 1974年4月 「伊那営業所」設置
- 1975年10月 「佐久営業所」設置
- 1975年5月 「有限会社関清風堂」と業務提携
- 1975年10月 「有限会社関清風堂」の卸部門を合併
- 1982年 全店オンライン化
- 1994年 卸部門の営業権を東京都の「福神」に譲渡
- 1994年 「土屋薬品株式会社」として調剤薬局・ドラッグストア経営
- 2017年　長野県内35店舗（関連会社を含めると県内37店舗）
- 2019年3月31日 アインホールディングスに全株式譲渡

## 主な取引先
- アルフレッサ株式会社、株式会社メディセオ、鍋林株式会社